# Deflexilodes subnudus
Deflexilodes subnudus is een vlokreeftensoort uit de familie van de Oedicerotidae. De wetenschappelijke naam van de soort is voor het eerst geldig gepubliceerd in 1889 door Norman.